# Saint-Hilaire-la-Gravelle
Saint-Hilaire-la-Gravelle ist eine französische Gemeinde mit 656 Einwohnern (Stand: 1. Januar 2022) im Département Loir-et-Cher in der Region Centre-Val de Loire. Sie gehört zum Kanton Le Perche und zum Arrondissement Vendôme. Die Einwohner werden Gravellois bzw. Saint-Hilairiens genannt.

## Geografie
Saint-Hilaire-la-Gravelle liegt etwa 38 Kilometer nordnordwestlich von Blois in der Landschaft Le Perche am Loir, der die östliche Gemeindegrenze bildet. Umgeben wird Saint-Hilaire-la-Gravelle von den Nachbargemeinden Fontaine-Raoul im Norden und Nordwesten, Saint-Jean-Froidmentel im Norden und Nordosten, Brévainville im Nordosten, Morée im Osten, Fréteval im Süden, Busloup im Westen und Südwesten sowie La Ville-aux-Clercs im Westen.
Durch die Gemeinde führt die Route nationale 10.

## Bevölkerungsentwicklung
| Einwohner                  | 537 | 558 | 556 | 663 | 648 | 687 | 690 | 701 |
| Quellen: Cassini und INSEE |     |     |     |     |     |     |     |     |

## Sehenswürdigkeiten
- Dolmen de la Couture
- Kirche Saint-Hilaire aus dem 12. Jahrhundert

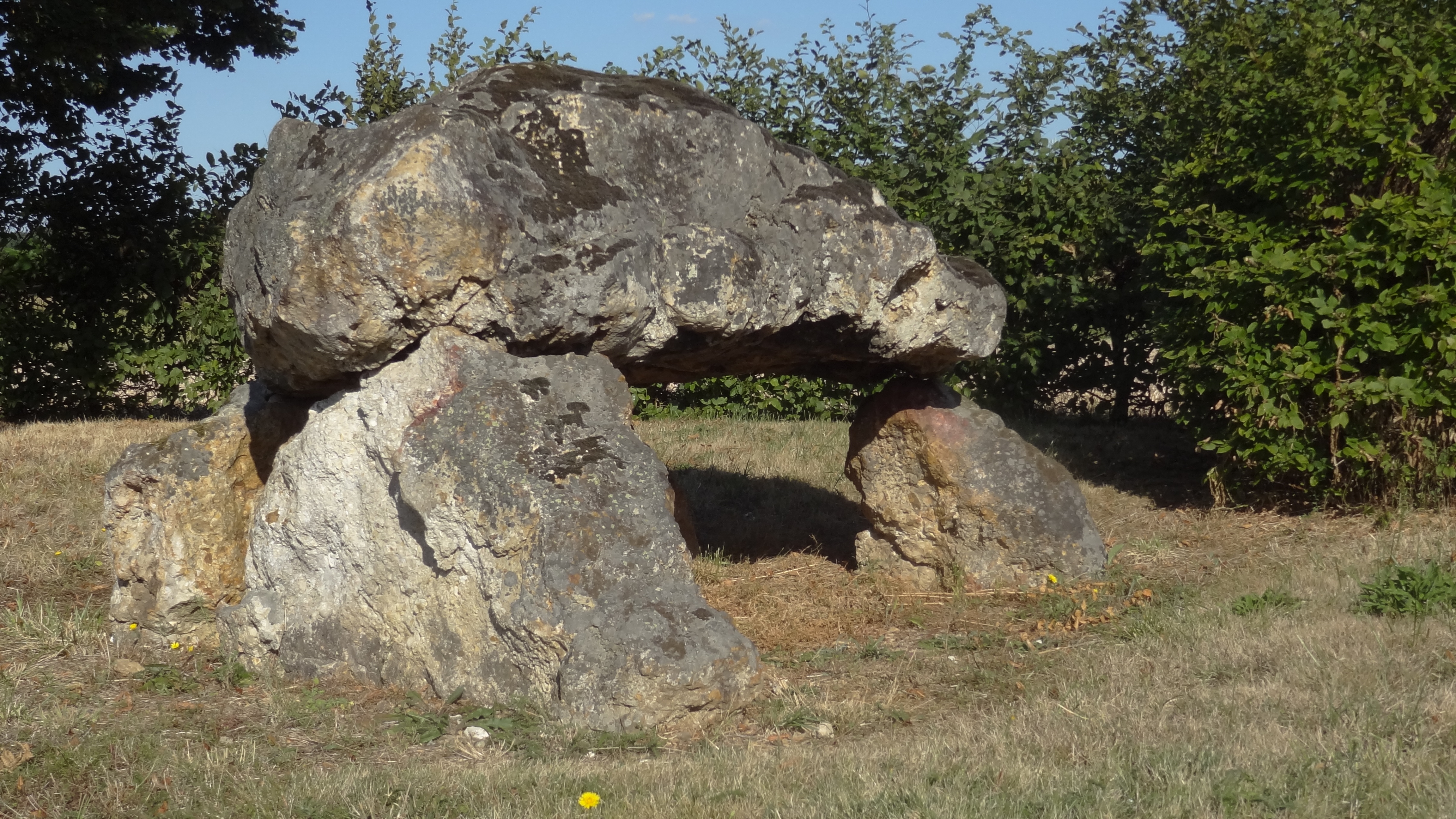
Dolmen de la Couture
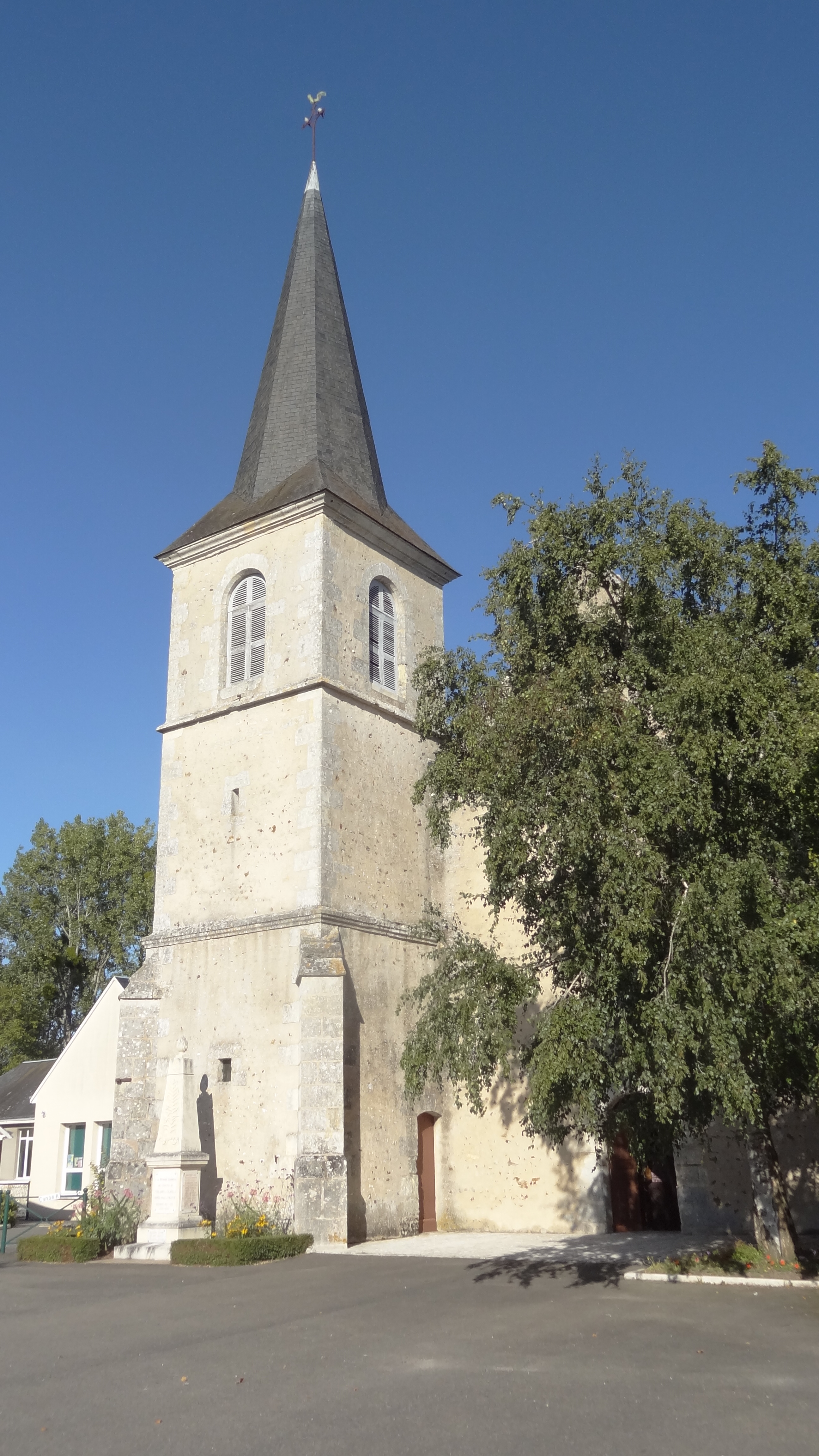
Kirche Saint-Hilaire